# Luis Castro Leiva
Luis Castro Leiva (Caracas, 23 de febrero de 1943 - Chicago, Estados Unidos, 8 de abril de 1999) fue un intelectual venezolano. Abogado, historiador, filósofo, ensayista  y profesor venezolano.

## Biografía
Obtuvo su título de abogado en la Universidad Central de Venezuela (UCV) (1966); de doctor en Filosofía del Derecho en la Universidad de París (1968) y un doctorado en Filosofía en la Universidad de Cambridge (1976). Castro Leiva había sido profesor de Filosofía y de Ciencias Políticas en la Universidad Simón Bolívar (USB) y en la Universidad Central de Venezuela. En 1985 se le designó presidente del Instituto Internacional de Estudios Avanzados (IDEA). 
También fue profesor ad honorem del postgrado de la Universidad Católica Andrés Bello (UCAB) y además colaboró con sus actividades extra curriculares como la «Cátedra de Honor», de la cual era uno de los invitados de rigor.
Participó como miembro del directorio del Consejo Nacional de Ciencia y Tecnología (CNCT) del año 1994 hasta 1999. Entre 1992 y 1993, fue profesor titular de la Cátedra Simón Bolívar en el Centro de Estudios Latinoamericanos de la Universidad de Cambridge.
Para el momento de su muerte, impartía cátedra como profesor invitado en el Edward Larocque Tinker Visiting Professorship in Latin American and Iberian Studies, en la Irving B. Ilarris School of Public Policy, Universidad de Chicago. Anteriormente había sido invitado para esta función entre septiembre y diciembre de 1997.
Estuvo casado con la también historiadora Carole Leal Curiel. 
Murió en Chicago el 8 de abril de 1999 a la edad de 56 años.

## Pensamiento y obra

### Crítica al Bolivarianismo
De su libro La Gran Colombia, una ilusión ilustrada (1984), el historiador y escritor Manuel Caballero decía que se trataba del «primer título antibolivariano que un venezolano se haya atrevido a escribir». En 1991 publicó De la patria boba a la teología bolivariana.
Castro Leiva no sólo fustigaba el culto acrítico a Bolívar, instaurado por el presidente Guzmán Blanco en el siglo XIX y reforzado posteriormente por las academias de la historia y las sociedades bolivarianas, sino que tampoco veía con buenos ojos a Bolívar, el hombre y político. 
Con motivo de los cuarenta años del 23 de enero de 1958, en 1998 pronunció un histórico discurso como Orador de Orden de la Sesión Solemne convocada por el Congreso de la República.

### Obra
- 1984 - La Gran Colombia, una ilusión ilustrada.
- 1988 - Usos y abusos de la historia en la teoría y en la práctica política.
- 1989 - El dilema octubrista 1945-1987.
- 1991 - De la patria boba a la teología bolivariana.
- 1994 - El liberalismo como problema.
- 1994 - Del imperio a las naciones (en colaboración con F. X. Guerra y A. Anino)
- 1996 - Ese octubre nuestro de todos los días.
- 1996 - El manejo de la legalidad.
- 1997 - Insinuaciones deshonestas y otros ensayos de historia intelectual.
- 1999 - Sed buenos ciudadanos.

### Otras publicaciones
Además de los títulos mencionados, Castro Leiva publicó Usos y abusos de la historia en la teoría y en la práctica política (1988), Dilema octubrista (1989), compilador y ensayista en El liberalismo como problema (1992), Del imperio a las naciones (en colaboración con F. X. Guerra y A. Anino, Madrid, 1994), Ese octubre nuestro de todos los días (1996), El manejo de la legalidad (1996) e Insinuaciones deshonestas y otros ensayos de historia intelectual (1997).